# Karla Vreš
Karla Vreš (Zagreb, 8. siječnja 1999.) je hrvatska košarkašica. Članica je švedskog Visbyja.
Rođena je 1999. godine. Igra na mjestu krila. Visoka je 189 cm. Igrala je za Trešnjevku 2009 s kojim je u kadetskim uzrastima osvajala medalje. Igrala je 2014. na europskom prvenstvu igračica do 16 godina za hrvatsku kadetsku reprezentaciju, kad je s 188 cm igrala centra. Rujna 2015. FIBA je odobrila njen transfer u švedski Visby, zaključivši da je selidba njene obitelji posebni slučaj koji nema veze s košarkom i pa je od sljedeće sezone bila slobodna igrati u klubu koji je odabrala.